# Alexandre Aubert
Alexandre Aubert (Saint-Dié-des-Vosges, 20 maggio 1979) è un allenatore di biathlon ed ex biatleta francese.

## Biografia

### Carriera sciistica
In Coppa del Mondo esordì l'8 gennaio 2003 a Oberhof (63°) e ottenne il primo podio il 16 gennaio successivo a Ruhpolding (2°).
In carriera prese parte a un'edizione dei Campionati mondiali, Hochfilzen/Chanty-Mansijsk 2005 (16° nella sprint il miglior piazzamento).

### Carriera da allenatore
Dopo il ritiro è diventato allenatore dei biatleti nei quadri della nazionale francese.

## Palmarès

### Coppa del Mondo
- Miglior piazzamento in classifica generale: 52º nel 2005
- 2 podi (entrambi a squadre):
  - 1 secondo posto
  - 1 terzo posto